# Индыгино
Индыгино — посёлок в Туруханском районе Красноярского края. Входит в Вороговский сельсовет.

## Географическое положение
Посёлок находится в 11 км от центра сельсовета — села Ворогово, на обоих берегах протоки Пантелеевская в месте слияния с протокой Захребетная на левой стороне Енисея.

## Климат
Климат резко континентальный. Зима продолжительная. Средняя температура января −30 °C, −36 °C. Лето умеренно тёплое. Средняя температура июля от +13 °C до +18 °C. Продолжительность безморозного периода 73 — 76 суток. Осадки преимущественно летние, количество их колеблется от 400—600 мм.

## История
Индыгино основано в середине XX века. Согласно версии Первозчикова М. С. в 1960-х место для поселения выделили староверам. Исходное название посёлок Захребётный (или Новое Индыгино).

## Население
Численность населения на 1.01.2006 составляла 175 человек.
| 2010 |
| ---- |
| 148  |

## Экономика
Основные занятия связаны с охотой: за каждым охотником закреплён участок тайги около 30 кв. км. Кроме того, жители занимаются рыболовством, животноводством, собирательством. Своей продукцией они снабжают соседние населённые пункты и северные Дубчесские скиты.

## Инфраструктура
В селе имеется миниэлектростанция, работающая на дизельном топливе. Воду для бытовых нужд добывают при помощи электронасосов.